# Tyra Danebod

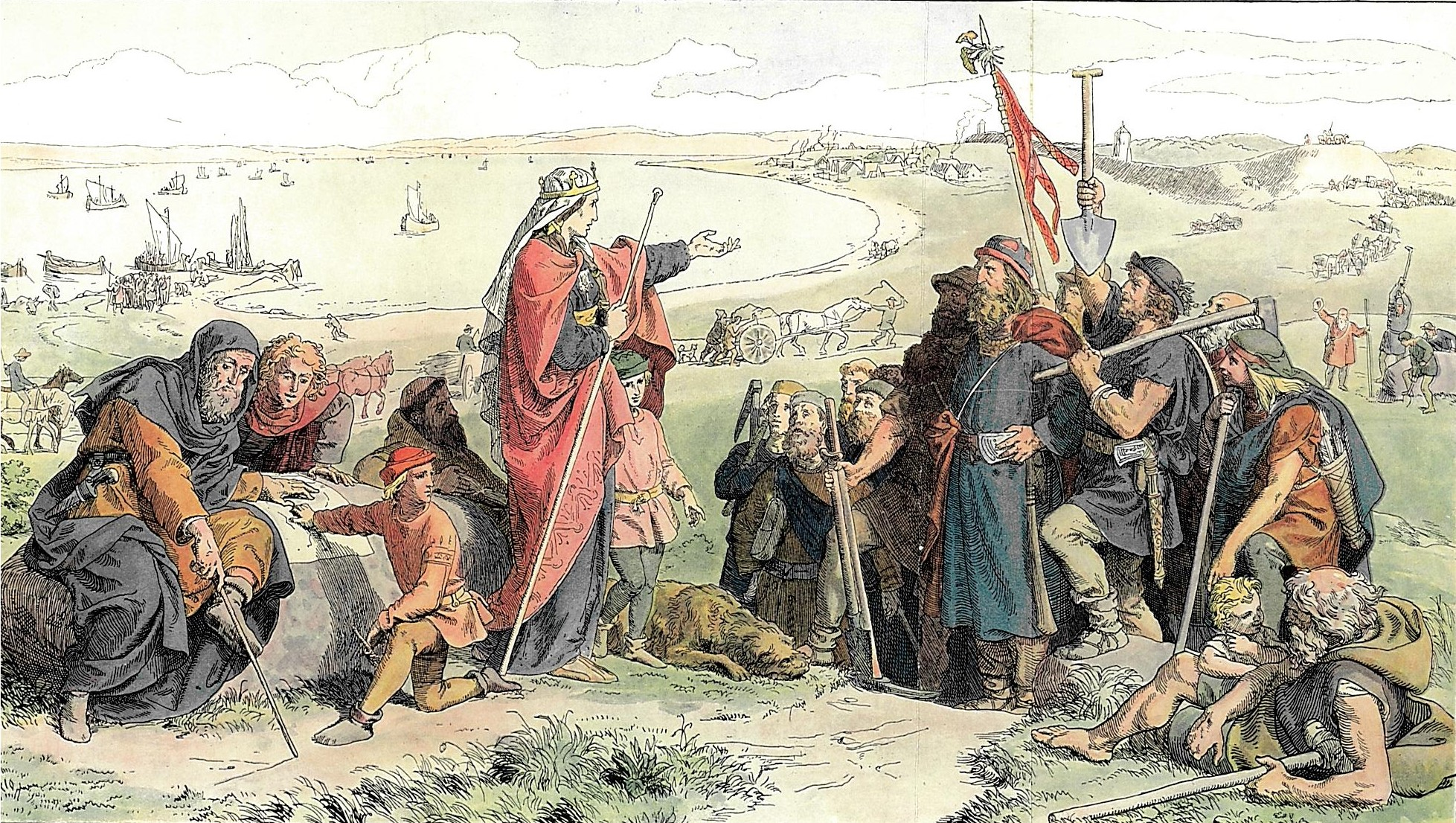
Tyra Danebod, rys. Lorenz Frølich

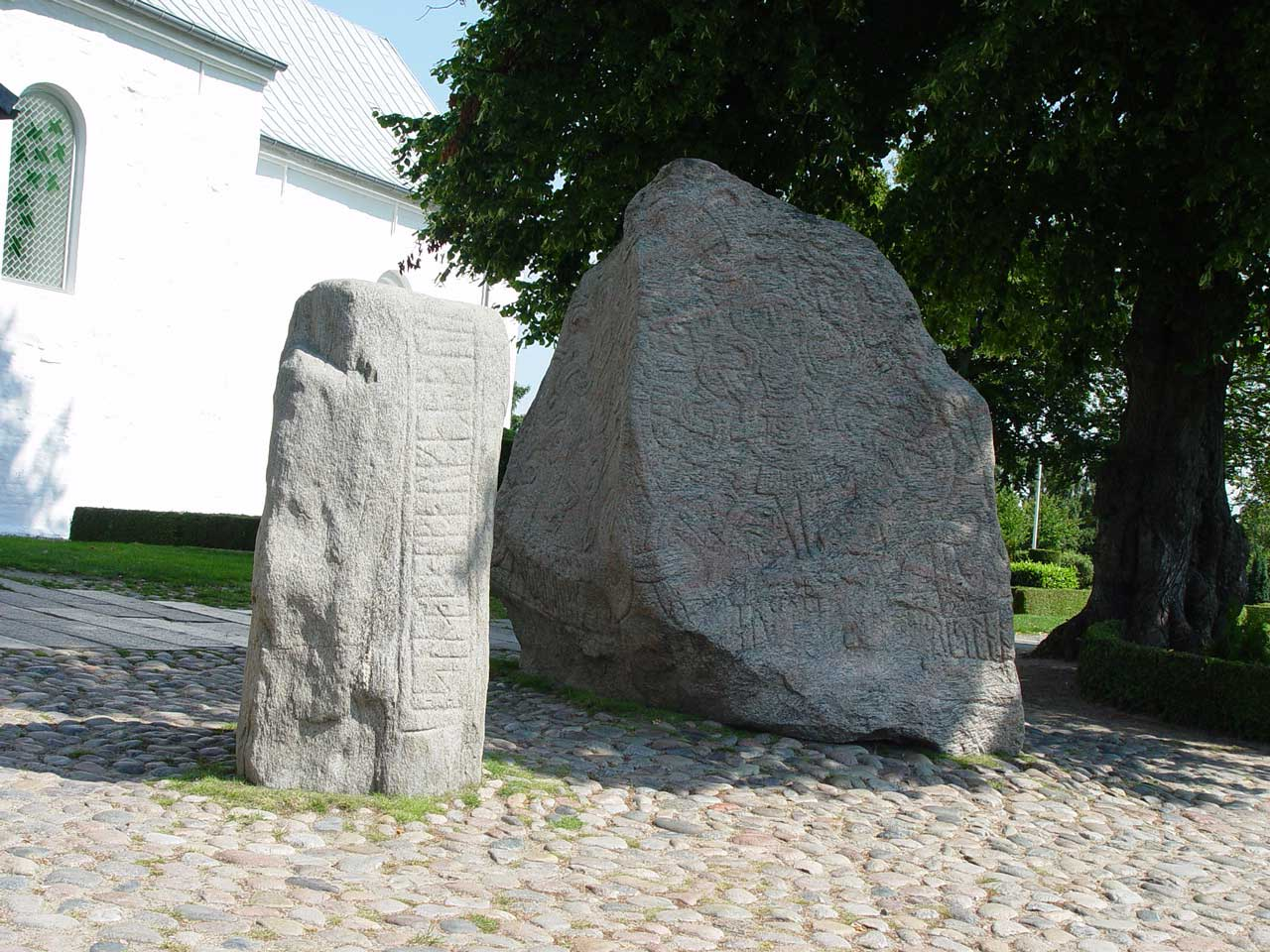
Kamienie z Jelling

Tyra Danebod (ur. ?, zm. ok. 935) – żona króla duńskiego – Gorma Starego i matka Haralda Sinozębego.

## Świadectwo istnienia
Imię Tyry zachowało się na kamieniach runicznych w Jelling jako ᚦᚨᚢᚱᚢᛁ:ᛏᛅᚾᛰᛅᚱᚴᛅᛣ:ᛒᚢᛏ (THURUI TANMARKAR BUT) – zarówno na kamieniu postawionym jej przez męża, jak i na kamieniu wzniesionym przez jej syna. Inskrypcja wystawiona przez jej męża głosi, że: Król Gorm wystawił ten kamień na pamiątkę po Tyrze, swojej żonie, ozdobie Danii.
Kamienie te są jedynymi pewnymi świadectwami istnienia Tyry, w przeciągu wieków jednak powstało w Danii i Islandii wiele sag traktujących o Tyrze; jej postać pojawia się także w kronikach. 
W podaniach tych przypisuje się jej uprawianie czarów. Natomiast według kronik Saxo Gramatyka i Swena Aggesena Tyra zbudowała Danevirke, wał obronny w okolicach Hedeby, który miał powstrzymać atak Ottona I. Historycy jednak zdecydowanie odrzucają taką możliwość (na podstawie badań archeologicznych wskazując na siedem etapów budowy wału; być może dziełem Tyry jest najwyżej jeden z nich). We wszystkich przekazach przypisywano Tyrze niezwykłą mądrość, niezależną osobowość i znaczące pochodzenie, a jej małżeństwo z Gormem miało umacniać pozycję tego władcy. Królowa przedstawiana jest jako osoba świadoma swej ważnej pozycji i równorzędna partnerka dla swego męża.

## Pochodzenie
W kronikach i sagach pojawiają się również informacje o pochodzeniu Tyry. Są to informacje sprzeczne: w sagach islandzkich Tyra przedstawiana jest jako córka Haralda Klaka (króla jutlandzkiego), natomiast Saxo Gramatyk w Gesta Danorum twierdzi, że była ona angielską księżniczką, córką władcy Anglii Æthelreda (być może chodzi o Edwarda Starszego).